# 魔族
魔族（まぞく）は、多くの場合神や人間に敵対する種族の呼称で、おもに神話・伝説・フィクションで用いられる。
「魔族」という語は国語辞典には載っていないが、神話・伝説について解説した書籍などにおいて、神と敵対する、または人間に害をなす存在を「魔族」と呼ぶ場合があり、おもにインド神話のアスラ、ゾロアスター教のダエーワなどがこう呼ばれる。健部伸明監修『知っておきたい伝説の魔族・妖族・神族』（西東社、2009年（平成21年））では、正式な用語というよりは「ある意味では造語に近い」としており、実情としてはゲームや漫画などで使用されて広まったものと解説している。
ファンタジーを中心とするフィクション作品においては、「魔族」と呼ばれる種族がしばしば登場する。魔族の定義は作品によって様々であり、人間や善神（神族）に敵対する種族（悪魔、妖怪、怪物など）の総称として用いられる場合もあれば、特定の一種族を指して言う場合もある。後者の場合であっても、その特徴は作品によって異なり、他の生物のように画一的な外見を有する種族として描かれる場合もあれば、個体によって亜人型や獣人型、人間と見た目は変わらないが魔力など固有の力を持つ種族など、その他全く統一性のない外見や能力を含む種族として描かれる場合もある。